# Gabriel Rush
Gabriel Rush (* 1998) ist ein US-amerikanisch-schwedischer Schauspieler in Film und Fernsehen.

## Leben und Karriere
Der 1998 geborene Gabriel Rush ist der Sohn eines US-amerikanischen Vaters und einer schwedischen Mutter russisch-jüdischer Herkunft, daher besitzt Rush sowohl die schwedische als auch die US-amerikanische Staatsbürgerschaft. Rush begann seine Darstellerlaufbahn bereits als Jugendlicher in Kurzfilmen. Sein Debüt als Schauspieler im Kino gab er 2012 unter der Regie von Wes Anderson, der ihn nach seinem Auftritt als Skotak in Moonrise Kingdom 2014 auch in seiner nächsten Filmproduktion Grand Budapest Hotel besetzte, dort in der Rolle des Pagen Otto. Es folgten weitere Engagements in Spielfilmen wie A Little Game wo er in Evan Oppenheimers Familienabenteuerfilm den Part des Jaden neben Schauspielerkollegen wie Ralph Macchio, Janeane Garofalo und F. Murray Abraham verkörperte oder in dem Filmdrama No Letting Go, wo man ihn in Jonathan D. Bucaris Film in der Rolle des Frank sah, für die er bei den Young Entertainer Awards in der Kategorie Best Supporting Young Actor - Independent or Film Festival Feature Film ausgezeichnet wurde. 2016 trat er in zwei weiteren Kinoproduktionen in Erscheinung, zum einen in Rob Meyers Komödie Little Boxes, sowie in dem Familienfilm Es Weihnachtet Wieder, wo er als Frankfurt im Ensemble um Hauptdarsteller Sean Ryan Fox agierte. 2019 spielte er neben Michael Garza die zweite männliche Hauptrolle in André Øvredals kanadischer Horrorfilmproduktion Scary Stories to Tell in the Dark.
Neben seiner Arbeit als Schauspieler auf der Leinwand war Gabriel Rush seit 2011 auch in Fernsehserien und Fernsehfilmen als Darsteller tätig. So hatte er Auftritte in Episoden bekannter Serien wie in Law & Order: Special Victims Unit, Gotham, Madam Secretary, Turn: Washington’s Spies oder in Better Call Saul.

## Filmografie (Auswahl)

### Filme
- 2012: Moonrise Kingdom
- 2012: Ice Age 4 – Voll verschoben (Ice Age: Continental Drift) (nur Stimme)
- 2013: The Immigrant
- 2014: Grand Budapest Hotel (The Grand Budapest Hotel)
- 2014: A Little Game
- 2015: The Grief of Others
- 2015: No Letting Go
- 2016: Little Boxes
- 2016: Es Weihnachtet Wieder (Christmas All Over Again)
- 2019: Scary Stories to Tell in the Dark
- 2019: The Kitchen
- 2020: When Everything’s Gone
- 2020: The Blue Mountain
- 2022: Linoleum – Das All und all das (Linoleum)

### Serien
- 2011: Law & Order: Special Victims Unit (Fernsehserie, 1 Episode)
- 2014: Gotham (Fernsehserie, 1 Episode)
- 2014: Blue Bloods (Fernsehserie, 1 Episode)
- 2015–2017: Neverland the LARP Sitcom (Fernsehserie, 2 Episoden)
- 2016: Madam Secretary (Fernsehserie, 1 Episode)
- 2017: Turn: Washington’s Spies (Fernsehserie, 1 Episode)
- 2017: Better Call Saul (Fernsehserie, 1 Episode)

### Kurzfilme
- 2009: Borrowed Dog
- 2010: Stealing Suburbia (nur Stimme)
- 2012: Cousin Ben Troop Screening with Jason Schwartzman
- 2015: Jammin with Freshie
- 2015: Frog
- 2017: 80 Minutes
- 2017: Far from the Tree
- 2018: The Verge